# Sines (freguesia)
Sines is een plaats (freguesia) in de Portugese gemeente Sines en telt 12.461 inwoners (2001).